# Mesorhaga flavipes
Mesorhaga flavipes är en tvåvingeart som beskrevs av Van Duzee 1932. Mesorhaga flavipes ingår i släktet Mesorhaga och familjen styltflugor.
Artens utbredningsområde är New York. Inga underarter finns listade i Catalogue of Life.